# Virgilio Chiesa
Virgilio Chiesa genannt Gilon (* 21. November 1888 in Bonzaglio, Fraktion der Gemeinde Sessa; † 14. November 1971 in Lugano) war ein Schweizer Sekundarlehrer, Lokalhistoriker, Forscher und Publizist.

## Leben
Virgilio Chiesa wurde als Sohn des Emilio Chiesa, eines Kleinbauern aus Chiasso, und der Marietta Trezzini geboren. Nach Studien in Astano, Curio und im Lehrerseminar von Locarno unterrichtete er in der Primarschule von Monte Carasso. Danach besuchte er am Lyzeum von Lugano ein dreijähriges Corso Pedagogico Letterario, nachher studierte er an der Universität Neuenburg und der Universität Perugia. Bis 1920 war Chiesa Dozent im Lehrerseminar von Locarno und 1924 Gymnasiallehrer in Lugano. Dabei war er Forscher und Redaktor der L’Educatore della Svizzera Italiana. Er arbeitete auch bei Radio della Svizzera Italiana (RSI) mit.

## Bibliografie (Auswahl)
- L’anima del villaggio. Collezione Terra nostra, Tipografia Successori a Natale Mazzuconi, Lugano 1934.
- Storia di Lugano. Istituto editoriale ticinese, Bellinzona 1942.
- L’ospedale civico di Lugano. Dati storici e notizie. Istituto editoriale ticinese, Bellinzona 1944.
- Il centenario della navigazione a vapore sul lago di Lugano. Arti grafiche già Veladini, Lugano 1948.
- L’opera della Pro Lugano. Arti grafiche già Veladini, Lugano 1949.
- Un illustre esule: Giovanni Grilenzoni. In: La Scuola, n. 11, novembre 1951.
- Echi del nostro Ottocento nel carteggio di Pietro Peri., Edizioni La Scuola, Tipografia Eredi fu Ernesto Stucchi, Mendrisio 1952.
- La Villa Favorita di Castagnola. Arti grafiche già Veladini & CO S.A., Lugano-Besso 1953.
- Il 40.esimo di esercizio delle ferrovie luganesi. Tipografia Gaggini-Bizzozero, Lugano 1953.
- Per il 150.esimo anniversario dell’autonomia ticinese, 1803–1953. Esposizione storica, Tipografia Grafica, Bellinzona 1953.
- Il Liceo cantonale, Istituto editoriale ticinese, Bellinzona 1954.
- Lettere inedite di Stefano Franscini In: Il Cantonetto, agosto 1957.
- La chiesa di Sant’Antonio in Lugano., Arti grafiche già Veladini, Lugano 1958.
- Profilo storico di Stefano Franscini. In: Cenobio, nn.11–12, Lugano 1958, S. 667–686;
- Il palazzo già monastero delle orsoline di Bellinzona ora residenza del Governo cantonale. In: Rivista tecnica della Svizzera italiana, Arti grafiche già Veladini, Lugano 1960.
- Lineamenti storici del Malcantone. Tipografia Gaggini-Bizzozero, Lugano 1961.
- Politica, religione e scuola in un carteggio inedito tra il cappuccino Fra Giocondo e l’avvocato Carlo Battaglini del 1859. In: Il nostro Liceo, Tipografia La Commerciale, Lugano 1961.
- Sessa. Edilizia-Storia-Arte-Tradizione. In: Almanacco Malcantonese, Tipografia La Malcantonese, Agno 1961.
- Un errore da rettificare. L’architetto Pietro Antonio Trezzini non è figlio di Domenico. In: Bollettino Storico della Svizzera Italiana, vol. LXXIV, Fasc. I, Arti Grafiche A. Salvioni & CO S.A., Bellinzona 1962.
- Duello mancato tra il colonnello Luvini e il Conte Grilenzoni (1850–1851). In: «Archivio storico ticinese», Casagrande, Bellinzona 1962, 4;
- I cento anni della Federale di Lugano (1863–1963), Arti Grafiche Labor, Lugano 1963.
- Bonstetten nelle valli Verzasca, Maggia e Onsernone. In: Almanacco Valmaggese, Tipografia Pedrazzini, Locarno 1969;
- Latteria luganese 1920–1970. Latte e latticini nelle convalli di Lugano. Tipografia Gaggini-Bizzozero, Lugano 1970.[3]
- Tre lettere inedite di Giovita Scalvini a Giacomo Ciani. In: «Bollettino storico della Svizzera italiana», Band 84, Bellinzona 1972.